# Paul van der Lek
Paul van der Lek (Wageningen, 12 januari 1923 – Amsterdam, 11 oktober 2014) was een Nederlands hoorspelacteur.
Hij begon in 1945 zijn artistieke loopbaan in het theater bij START en van 1947 tot 1950 bij het Amsterdams Toneelgezelschap en daarna tot 1953 bij PUCK. In 1953 werd hij opgenomen in de hoorspelkern van de Nederlandse Radio Unie en was hij te horen in vele honderden hoorspelen. Met zijn warme stem zette hij bijvoorbeeld een sympathieke, gedreven schoolmeester neer in Martje en het IQ van 157. In Weekend in Tamesby vertolkte hij de rol van inspecteur John Weldon. 
Van der Lek verscheen meerdere malen op de Nederlandse televisie en was in het seizoen 1957/58  te zien bij de KRO in het toneelstuk De gecroonde leersse. In seizoen 1960/61 speelde hij bij de VARA een rol in het programma "Een Avond Uit" en in seizoen 1964/65 in "In de Rommelpot". Hij speelde een rol in de tv-film "Met alleen het geweten als meester", die door de NCRV in seizoen 1973/74 uitgezonden werd.  
Ook filmrollen waren er voor hem weggelegd in de films Honneponnetje (1988), "Dorst" (1988) en Theo en Thea en de ontmaskering van het tenenkaasimperium (1989).     

## Hoorspelrollen
- Karel in En leidde hen naar Egypte (1955)
- Frank Rogers in de Sprong in het heelal-cyclus (1955-1958)
- Sil Droeviger in Sil de strandjutter (1969)
- Floriaan Geyer in Floriaan Geyer (26 februari 1966)
- Inspecteur John Weldon in Weekend in Tamesby (26 maart 1966)
- Generaal Stevens in de Matt Meldon-cyclus (1970-1976)
- Meester Helmond in Martje en het IQ van 157 (8 mei 1972)
- Gerrit de Veer in De overwintering op Nova Zembla (1979)